# Nickel(II) carbonat
Nickel(II) carbonat là một hoặc một hỗn hợp của các hợp chất vô cơ chứa nickel và carbonat. Từ quan điểm công nghiệp, nickel carbonat quan trọng nhất là nickel carbonat base kiềm với công thức Ni4CO3(OH)6(H2O)4 (hay NiCO3·3Ni(OH)2·4H2O). Carbonat đơn giản và dễ gặp nhất trong phòng thí nghiệm là NiCO3 và hexahydrat. Tất cả đều là chất rắn xanh thuận từ có chứa cation Ni2+. Carbonat kiềm là một chất trung gian trong việc thanh lọc nickel từ hydrocarbon của nó và được sử dụng trong mạ niken.

## Cấu trúc và phản ứng
NiCO3 có cấu trúc như calcit, nickel trong đó có cấu trúc bát diện.
Nickel(II) carbonat bị thủy phân khi tiếp xúc với các acid lỏng để tạo ra các dung dịch chứa ion [Ni(H2O)6]2+, giải phóng nước và carbon dioxide trong quá trình này. Nung nickel(II) carbonat sẽ thu được nickel(II) oxide:
NiCO3 → NiO + CO2↑
Nickel(II) carbonat kiềm có thể được tạo ra bằng cách xử lý dung dịch nickel(II) sulfat với natri carbonat:
4Ni2+ + CO32− + 6OH− + 4H2O → Ni4CO3(OH)6(H2O)4
Các hydrat carbonat đã được điều chế bằng phương pháp điện phân nickel với sự có mặt của carbon dioxide:
2Ni + 2O2 + 2CO2 + 12H2O → NiCO3(H2O)4

## Hợp chất khác
- NiCO3 còn tạo ra một số hợp chất với NH3, như NiCO3·5NH3·4H2O. Tuy nhiên, chất rắn màu tím này không ổn định và dễ thủy phân thành 2NiCO3·3NH3[6] – chất rắn màu lục[7] hay NiCO3·½NH3 cũng có màu tương tự.[8] Ở mức NH3 hóa cao hơn có thể tạo NiCO3·6NH3 là chất rắn màu xanh dương, tan trong nước.[9]
- NiCO3 còn tạo ra một số hợp chất với N2H4, như NiCO3·2N2H4·0,25H2O là chất rắn màu hồng[10] hay NiCO3·3N2H4 là chất rắn màu hoa hồng nhạt[11], có tính nổ.
- NiCO3 còn tạo một số hợp chất với NH2OH, như NiCO3·2NH2OH có màu xanh dương đậm trong dung dịch.[12]

## Ứng dụng
Nickel(II) carbonat được sử dụng trong một số ứng dụng để làm gốm sứ và như là tiền thân của chất xúc tác.

## An toàn
Nó hơi độc và gây kích ứng nhẹ. Tránh tiếp xúc kéo dài.